# Dolmen de Gaoutabry
Le dolmen de Gaoutabry ou de Gauttobry est un monument mégalithique français situé dans la commune de La Londe-les-Maures.

## Protection
C'est le plus grand dolmen du département et l'un des plus grands de Provence. Il est inscrit aux Monuments historiques depuis le 22 février 1988. 

## Localisation
Le dolmen est situé dans le massif des Maures sur le replat d'une colline, à 198 mètres d'altitude, près d'un col, au nord du signal du Favanquet, dominant la baie de La Londe et la presqu'île de Giens. Son nom en provençal décrit d'ailleurs un abri qui se situe sur une colline (de gaouto, le versant d'une colline et de abris ou abry, lieu où on est protégé).

## Historique
Le dolmen est découvert et fouillé en 1876 par le baron Gustave Charles Ferdinand de Bonstetten qui y voit une succession de trois petits dolmens accolés. En 1924, V. Clotte détermine qu'il s'agit d'un unique monument. Le commandant Laflotte en 1933, Henseling en 1957 et Jean Courtin en 1974 le mentionnent. En 1975, il fait l'objet d'une nouvelle fouille par Gérard Sauzade et R. Brandi. En 1989, le monument fait l'objet d'une restauration  pour réparer les dégâts provoqués par le gel et le feu.  

## Description

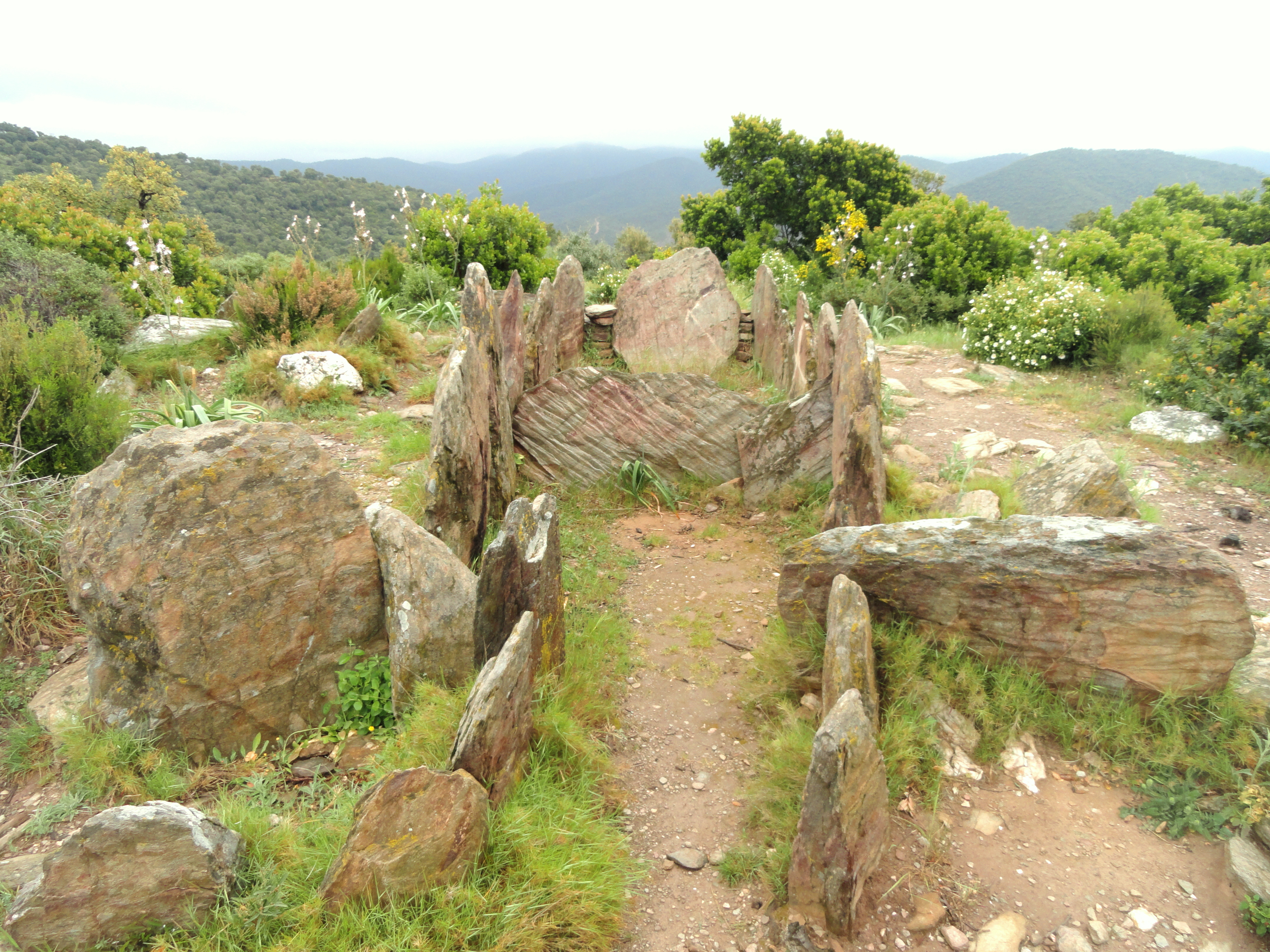
Couloir, antichambre et chambre.

Le tumulus est très dégradé. Il mesure 10 m de long pour 6,50 m de large. Le dolmen a été entièrement  construit avec des dalles de schiste extraites d'un affleurement situé à proximité. 
La chambre sépulcrale est allongée (3 m de long sur 2 m de large) et précédée d'une antichambre plus courte (2 m de long sur 1,50 m de large), la séparation entre les deux espaces étant délimitée par deux orthostates verticaux. La dalle de chevet est entourée de petites murettes en pierres sèches, il en est de même pour certaines orthostates latéraux.
Un petit couloir (1 m de long sur 0,9 m de large) précède l'ensemble et s'ouvre au sud-ouest(azimut 225°). Le passage du couloir à l'antichambre est délimité par trois orthostates (deux au nord, une au sud) dressés de manière oblique par rapport aux côtés (comme en entonnoir), caractéristique exceptionnelle en Provence.
Des encoches ont été faites au sommet de certains orthostates latéraux sans qu'il soit possible de déterminer à quelle époque. «Hypothétiquement, ces encoches auraient pu servir de calage à des rondins de bois destinés à supporter la couverture du monument. Ces billots de bois ont pu étayer l'architecture ou servir de poutres à une couverture en petite dalle».

## Fouille archéologique
«De Bonstetten aurait trouvé des couteaux de silex et des haches polies. Jean Courtin a recueilli sur les déblais des fouilles clandestines un grand nombre d'ossements brûlés, des tessons à pâte micacée». Un nouveau tamisage réalisé en 1975 par R. Brandi et G. Sauzade a livré plusieurs armatures de flèches foliacées, un poignard et quelques éléments de parure (pendeloques en cristal de roche, perles discoïdes et olivaires en roche verte).
L'ensemble a été daté de la fin du Néolithique.